# Dave Wottle
David "Dave" James Wottle (Canton, 7 de agosto de 1950) é um ex-atleta meio-fundista norte-americano, campeão olímpico em Munique 1972. Ficou conhecido em sua época de atleta por sempre correr com um boné de golfe.
Uma criança raquítica, recebeu orientação de seu médico de praticar esportes para melhorar a saúde e desenvolver o físico e escolheu a corrida. Foi no atletismo de meio-fundo que continuou a praticar na universidade, a Bowling Green State University,  que em 1972 foi campeão dos 1500 m da National Collegiate Athletic Association  e da milha, em 1973, em  3:57.1, um recorde ainda vigente na NCAA. Também corredor dos 800 m, em 1972 ele venceu esta prova no campeonato da Amateur Athletic Association e igualou o recorde mundial da distância,  1:44.3, na seletiva norte-americana para os Jogos Olímpicos de Munique.
Casando-se pouco antes de Munique, e não sendo considerado para a vitória nem pelos técnicos da delegação americana, disputou os 800 m nos Jogos e durante a primeira volta na pista manteve-se sempre na última posição, com um grande espaço entre ele e o grupo dos outros sete corredores que corriam juntos, com seu indefectível boné branco. Continuou lá pelo início da volta seguinte – o locutor oficial da prova chegou a especular se ele estava contundido –  quando começou a progressão na fila à sua frente; deu sua arrancada final nos 100 metros finais, derrotando o pré-favorito  Yevgeny Arzhanov da União Soviética por 0.03s. Surpreso e emocionado em ser um campeão olímpico, ele esqueceu de tirar o boné durante a execução do Hino dos Estados Unidos na cerimônia de premiação, o que foi visto como uma forma de protesto por jornalistas; mais tarde ele desculpou-se pelo esquecimento durante a conferência de imprensa com os vencedores. Ele também competiu dias depois nos 1500 m, sua prova principal, mas foi eliminado na semifinais.
Wottle usava seu boné-assinatura no início da carreira por questões práticas. Como era cabeludo, o colocava para impedir os cabelos de caírem no rosto. Após notar que ele tinha passado a fazer parte de sua identidade no atletismo e lhe trazia boa sorte, passou a usá-lo constantemente pelo resto da carreira.
Retirou-se do atletismo em 1974 e passou a trabalhar como técnico em colégios particulares do país, aposentando-se aos 60 anos como Deão de admissões do Rhodes College em Memphis, Tennessee.